# Saison 10 de New York, section criminelle
Chronologie
Saison 9
Cet article présente la dixième saison de la série policière New York, section criminelle.

## Synopsis de la saison
Cette série met en scène une unité d'élite chargée d'enquêter sur des meurtres extrêmement violents en cernant la psychologie des meurtriers. Cette saison ne comportera que 8 épisodes, elle sera centrée sur la fin définitive de la série.

## Distribution

### Acteurs principaux
- Vincent D'Onofrio : inspecteur Robert Goren
- Kathryn Erbe : inspecteur Alexandra Eames

### Acteurs récurrents et invités
- Jay O. Sanders : capitaine Joseph Hannah
- Julia Ormond : Dr Paula Gyson (7 épisodes)
- Leslie Hendrix (en) : médecin légiste en chef Elizabeth Rodgers (6 épisodes)
- Jay Mohr : Nyle Brite (épisode 1)
- Neal McDonough : Monsignor McTeal (épisode 2)
- Jeri Ryan : Naomi Halloran (épisode 3)
- Olivia d'Abo : Nicole Wallace (épisode 3)
- David Alan Basche : David Kellen (épisode 4)
- Beatrice Rosen : Andrea Stiles (épisode 4)
- Raymond J. Barry : Johnny Eames (épisode 4)
- America Olivo : Nikki Vansen (épisode 4)
- Julie White`: Stéphanie Miller (épisode 4)
- Scott Evans : Shane Berlin (épisode 5)
- Bryan Batt : Hutton Mays (épisode 5)
- Rosalind Chao : Mme Zhuang (épisode 6)
- Christopher McDonald : Evan Korman (épisode 7)
- Billy Magnussen : Marc Landry (épisode 7)
- Eion Bailey : Adam Winter (épisode 7)
- Cynthia Nixon : Amanda Rollins (épisode 7)
- Patti Smith : Cleo Alexander (épisode 7)
- Manish Dayal : Samir Doss (épisode 8)
- Tovah Feldshuh : Danielle Melnick (épisode 8)
- James Van Der Beek : Rex Tamlyn (épisode 8)

## Liste des épisodes

### Épisode 1:De fil en aiguille
- États-Unis : 1er mai 2011 sur USA Network
- France : 7 mars 2012 sur TF1

- Noelle Beck : Deborah Brite
- Spencer Garrett : Paul Keller
- Alice Callahan : Sarah Bell / Chloe Miller
- Neal Huff : Teddy Scolla
- Jay Mohr : Nyle Brite / Norman Britling
- Aaron Barcelo : Sam Max
- Nick Blaemire : Nathan
- Lisa Bostnar : Lisa
- Johanna Botta : secrétaire de Nyle
- Neville Braithwaite : assistant
- Peter Davenport : Paul Keller
- Li Jun Li : Yasmin

Inspiré par les problèmes juridiques de Charlie Sheen.

### Épisode 2:Dommages et Intérêts
- États-Unis : 8 mai 2011 sur USA Network
- France : 14 mars 2012 sur TF1

- Lauren Hodges : Natalie Finnegan
- Jon Prescott : Johnny Apreda
- Richard V. Licata : Tom Kilpatrick
- Elia Monte-Brown : Theresa Esperna
- Mary B. McCann : Alice Garvey
- Mark Dobies : avocat de McTeal
- Neal McDonough : Monsignor McTeal
- Marcus Ho : directeur de l'hôtel
- Ronald Scott Maestri : Tennis Player
- Nedra McClyde : Helen Richardson

### Épisode 3:Luttes armées
- États-Unis : 15 mai 2011 sur USA Network
- France : 21 mars 2012 sur TF1

- Michael Kelly : Terrence Brooks
- Michele Pawk : Elise Clark
- Tala Ashe : Rebecca Landon
- Jeri Ryan : Naomi Halloran
- Emanuele Ancorini : Da Silva
- Louis Arcella : Sr. Mendoza
- Teddy Cañez : Hernandez, agent de l'ATF
- Hudson Cooper : Inspecteur Jeffries
- Olivia d'Abo : Nicole Wallace (archive)
- Benton Greene : Riley, avocat de la défense

- Inspiré en partie par le scandale de Wikileaks en 2010.
- Nicole Wallace (Olivia d'Abo), la nemesis de Goren, apparaît dans un flashback.

### Épisode 4:L'Amour ne s'achète pas
- États-Unis : 22 mai 2011 sur USA Network
- France : 28 mars 2012 sur TF1

- Alexandra Silber : Vanessa
- Nick Chinlund : Jack Driscol
- David Alan Basche : David Kellen
- Raymond J. Barry : Johnny Eames
- Beatrice Rosen : Andrea Stiles
- Eric Sheffer Stevens : Aston Skinner
- America Olivo : Nikki Vansen
- Julie White : Stephanie Miller
- Jack McGee : Bar Owner Sean
- Karan Hendrick : Nancy

- C'est la première fois que le père de Eames apparaît dans la série, même s'il a été mentionné dans les saisons précédentes.
- Le père biologique de Goren, Mark Ford Brady (Roy Scheider), apparaît dans un flashback.

### Épisode 5:Mésalliance
- États-Unis : 5 juin 2011 sur USA Network
- France : 4 avril 2012 sur TF1

- Scott Evans : Shane Berlin
- Munson Hicks : Ev Dilahunt
- Bryan Batt : Hutton Mays
- Michael Cumpsty : Bing Cullman aka Arnold Binder
- Juan Luis Acevedo : Loy
- Kay Copeland : Emily
- Jolly Abraham : Miss Balin
- Traci Godfrey : Inspecteur Agnes Farley
- Andrea Roth : Avery Cullman
- Adrian Pasdar : Mason Kent
- Arnie Burton : Ernst Fassbinder

### Épisode 6:Le Prix de la perfection
- États-Unis : 12 juin 2011 sur USA Network
- France : 11 avril 2012 sur TF1

- Camille Chen : Dr Maya Zhuang
- Charlie Barnett : Dr Sam Harris
- Rosalind Chao : Mme Zhuang
- Clayton Apgar : Dr Theo Kendall
- Jenna Stern : Lauren Langston
- Rosa Arredondo : Dean Johnson
- Geoffrey Cantor : Ethan Lowe
- Bradley White : Dr Hal Kaplow
- Bonnie Swencionis : Claire Morton
- Steven Weber : Ben Langston

### Épisode 7:Le Dernier Vol d'Icare
- États-Unis : 19 juin 2011 sur USA Network
- France : 19 avril 2012 sur TF1

- Christopher McDonald : Evan Korman
- Michael Panes : Roger Porter
- Billy Magnussen : Marc Landry
- Ashlie Atkinson : Lisa Kirby
- Eion Bailey : Adam Winter
- Cynthia Nixon : Amanda Rollins
- Patti Smith : Professeur Cleo Alexander
- Matt Cavenaugh : Brice Calder
- Ken Dashow : Michael DeWitt
- Peter Jay Fernandez : avocat Cabezas
- Ilana Levine (en) : Brenda Little

Inspiré par la comédie musicale controversée, Spider-Man: Turn Off the Dark (en).

### Épisode 8:Coups du destin
- États-Unis : 26 juin 2011 sur USA Network
- France : 25 avril 2012 sur TF1

- Natalie Gold : Danielle Magee
- Pawel Szajda : PJ Edwards
- Manish Dayal : Samir Doss
- Thad Luckinbill : Parker Gaffney / Thomas Gaffney
- Isiah Whitlock Jr. : inspecteur sur la scène de crime
- Richard Bekins : M. Gaffney
- Tovah Feldshuh : Danielle Melnick
- James Van Der Beek : Rex Tamlyn
- David Anzuelo : Janitor
- Lindsay Davis : fille de Rex

- Inspiré en partie par The Accidental Billionaires, livre de Ben Mezrich et son adaptation cinématographique de 2010, The Social Network, qui raconte la fondation de Facebook, le créateur Mark Zuckerberg et son procès controversé.
- Il s'agira du dernier épisode de la série, achevant ainsi 10 saisons. Ceci est la conséquence d'audiences en fort déclin à compter de l'épisode 3 de la saison 9, Eric Bogosian, Vincent d'Onofrio et Katryn Erbe ayant tous trois décidé de quitter la série. Vincent d'Onofrio et Katryn Erbe auront offert la possibilité de créer un point final définitif de la série au cours des 8 épisodes de la saison.

À la suite de cet épisode, la franchise Dick Wolf offre aux téléspectateurs un complément au point final de la série. En effet, dans l'épisode 4 de la saison 14 de New York Unité Spéciale, le Capitaine Cragen fait arrêter une intervention menée par Olivia Benson à la demande de l'inspecteur-chef de l'unité de la sécurité intérieure, qui n'est autre qu'Alex Eames incarnée par Katryn Erbe. Celle-ci indiquera alors à Olivia Benson, lorsqu'elle lui demande pourquoi elle n'est pas à la section criminelle, qu'elle a quitté l'équipe quand son coéquipier est parti à la retraite. Katryn Erbe endossera de nouveau le rôle d'Alex Eames dans l'épisode 22 de la même saison.